# Leccinum aurantiacum
Bolet orangé des chênes, Bolet des chênes, Bolet rude orange
Espèce
Statut de conservation UICN

 LC  : Préoccupation mineure
Leccinum aurantiacum, le Bolet orangé des chênes, auparavant Leccinum quercinum, est une espèce de champignons (Fungi) basidiomycètes du genre Leccinum dans la famille des Boletaceae. Il fait partie d'un groupe d'espèces comprenant d'autres Leccinum à chapeau orangé. Il est caractérisé par ses mèches rousses et son habitat sous chênes.

## Taxonomie

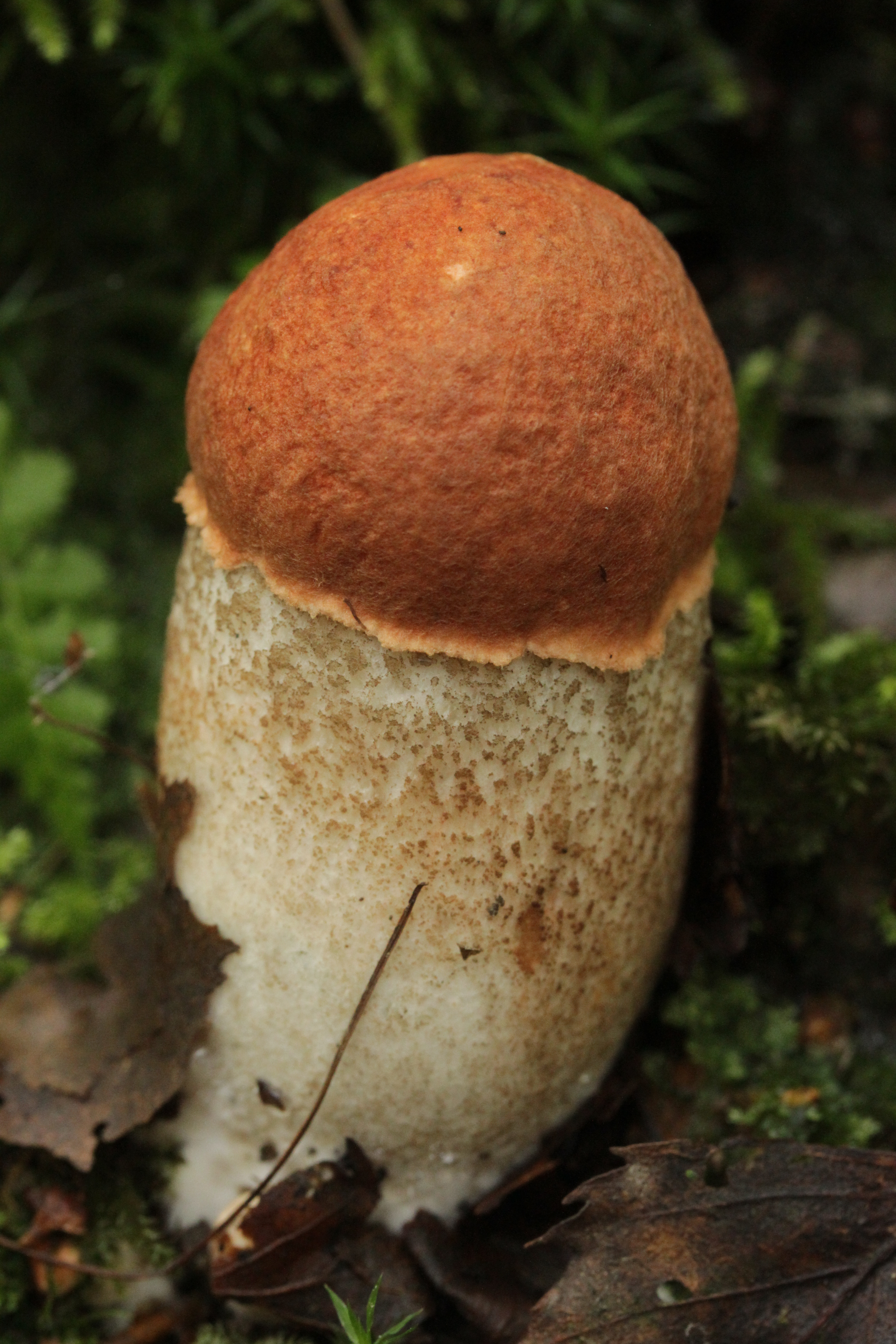
Jeune sporophore au chapeau encore fermé en Allemagne.

Le nom correct complet (avec auteur) de ce taxon est Leccinum aurantiacum (Bull.) Gray.
L'espèce a été initialement classée dans le genre Boletus sous le basionyme Boletus aurantiacus Bull..

### Synonymes
Leccinum aurantiacum a pour synonymes :
- Boletopsis rufa (Schaeff.) Henn.
- Boletus aurantiacus Bull.
- Boletus aurantiacus s.Reid
- Boletus orantiacus
- Boletus quercinus (Pilát) Hlaváček
- Boletus rufus Schaeff.
- Boletus salicola (Watling) Hlaváček
- Boletus sanguinescens Velen.
- Boletus scaber var. aurantiacus (Bull.) Opat.
- Boletus scaber var. rufus (Schaeff.) Opat.
- Boletus versipellis var. aurantiacus (Bull.) Vassilkov
- Boletus viscidus var. aurantiacus (Bull.) Duby
- Gyroporus rufus (Schaeff.) Quél.
- Krombholzia aurantiaca (Bull.) E.-J.Gilbert
- Krombholzia rufescens var. quercina Pilát, 1951
- Krombholziella aurantiaca (Bull.) Maire
- Krombholziella quercina (Pilát) Šutara
- Krombholziella rufa Schaeff.
- Krombholziella rufa Schaeff. ex Alessio
- Krombholziella salicicola
- Krombholziella salicola (Watling) Šutara
- Leccinum albostipitatum var. decipiens (Singer) Mikšík
- Leccinum decipiens (Singer) Pilát & Dermek
- Leccinum populinum M.Korhonen
- Leccinum quercinum (Pilát) E.E.Green & Watling
- Leccinum quercinum Pilát
- Leccinum rufum var. decipiens (Singer) Klofac
- Leccinum rufum (Schaeff.) Kreisel
- Leccinum salicicola Watling
- Leccinum salicola Watling
- Suillus aurantiacus (Bull.) Poiret
- Trachypus aurantiacus (Bull.) Romagn.
- Tubiporus rufus (Schaeff.) Ricken

### Phylogénie
Autrefois nommé Leccinum quercinum, ce taxon a été déclaré non valide en l'absence de diagnose latine.

### Étymologie
L'épithète spécifique latin aurantiacum = orange, faisant référence à la couleur de son chapeau.

### Noms vulgaires et vernaculaires
Ce taxon porte en français le nom vernaculaire ou normalisé suivant : bolet orangé des chênes.
On le connait aussi sous le nom de : bolet des chênes, bolet rude orange.
On lui confère également de façon populaire le nom vernaculaire vague et inexact de "Bolet orangé", au même titre que Leccinum aurantiacum, Leccinum albostipitatum, Leccinum vulpinum et Leccinum piceinum, cela pour la simple raison que la couleur de leurs chapeaux est orangée. Ce nom vernaculaire est souvent donné de manière arbitraire à n'importe laquelle de ces espèces par les cueilleurs, rendant le nom de "Bolet orangé" ambigu quant à l'espèce réellement désignée et devenant un terme passe-partout et approximatif pour désigner n'importe quel Bolet rude (Leccinum) à chapeau orangé. De la même façon, ces Bolets rudes à chapeau orangé sont également connus sous les noms régionaux populaires, ambigus et vagues, de "Pible", "Pible orange" ou "Pible rouge".

## Description du sporophore

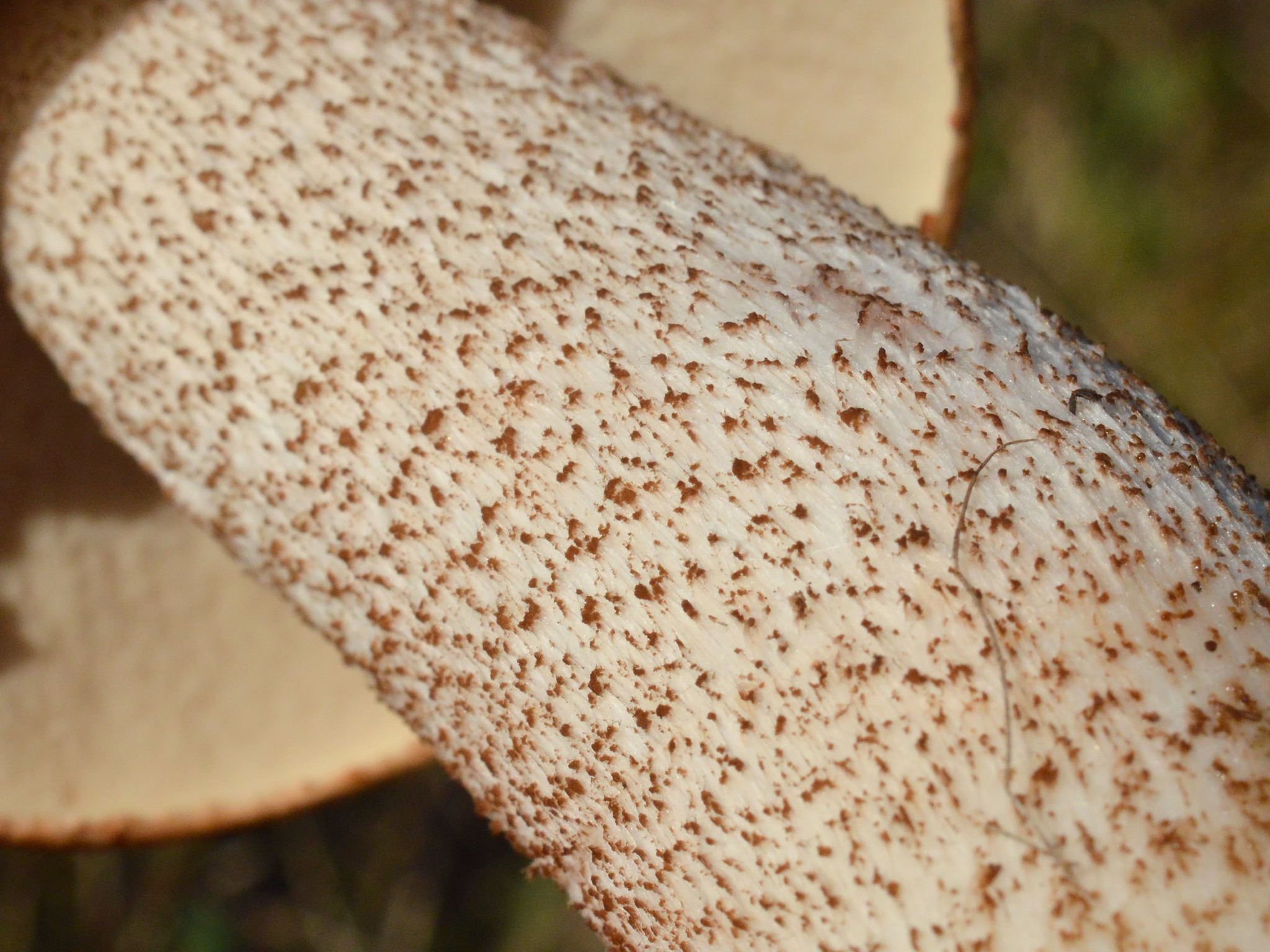
Mèches rousses couvrant la surface du stipe de L. aurantiacum.

Les bolets sont des champignons dont l'hyménophore, constitué de tubes et terminés par des pores, se sépare facilement de la chair du chapeau. Ce chapeau d'abord rond, recouvert d'une cuticule, devient convexe à mesure qu’il vieillit. Ils ont un pied (stipe) central assez épais et une chair compacte. Les caractéristiques morphologiques de L. aurantiacum sont les suivantes :
Son chapeau mesure de 4 à 15 cm, velouté et de couleur rouge brique à brun orangé. La cuticule déborde souvent sur les tubes au bord du chapeau.

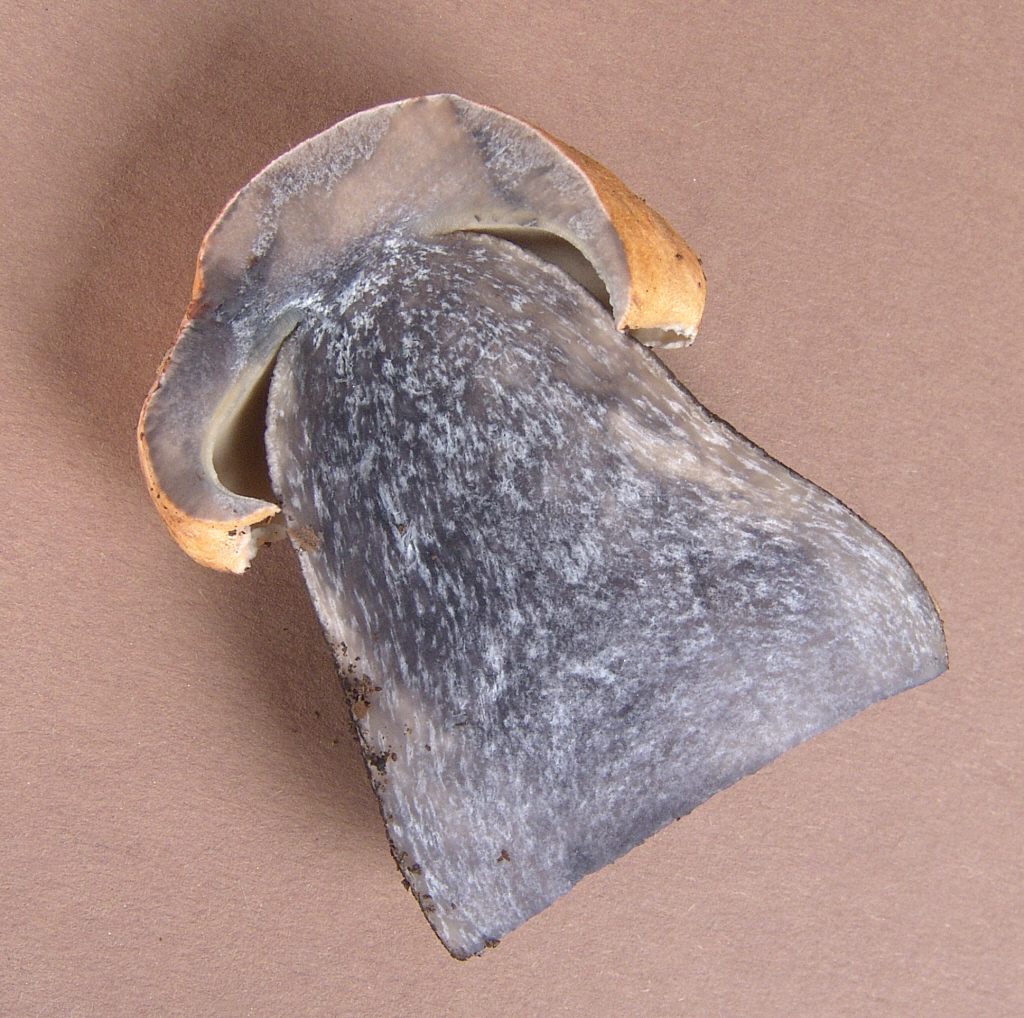
Chair devenant grise à la coupe.

L'hyménophore présente des tubes blancs à peine grisâtres puis ochracés à brun ochracé. Les pores sont concolores aux tubes.
Son stipe mesure 5 à 15 cm x 2 à 4 cm. Il est couvert de mèches d'abord blanches mais devenant très vite rousses en partant de la base du pied, puis noircissantes. Il est parfois taché de bleu-vert à sa base.
La chair est blanche, devenant bleu-gris, gris violacé et enfin noirâtre à la coupe. Sa saveur est douce et son odeur est faible. La sporée est de couleur jaune verdâtre.

### Réactions chimiques
La chair devient bleue très pâle au FeSO4.

### Caractéristiques microscopiques
Ses spores sont fusiformes, lisses, à paroi épaisse, vert jaunâtre, mesurant 14 à 20 x 4 à 6 µm. Les basides sont ventrues, clavées, mesurant 22 à 26 x 10 à 12 µm, tétrasporiques, non bouclées. Les cheilocystides sont fusiformes à ventrues, prolongées par un bec, mesurant 28 à 50 x 7 à 12 µm. Pas de pleurocystides. La cuticule trichodermique est en parite dressée, les hyphes sont larges de 7 à 13 µm, pigmentées de brun.

## Galerie

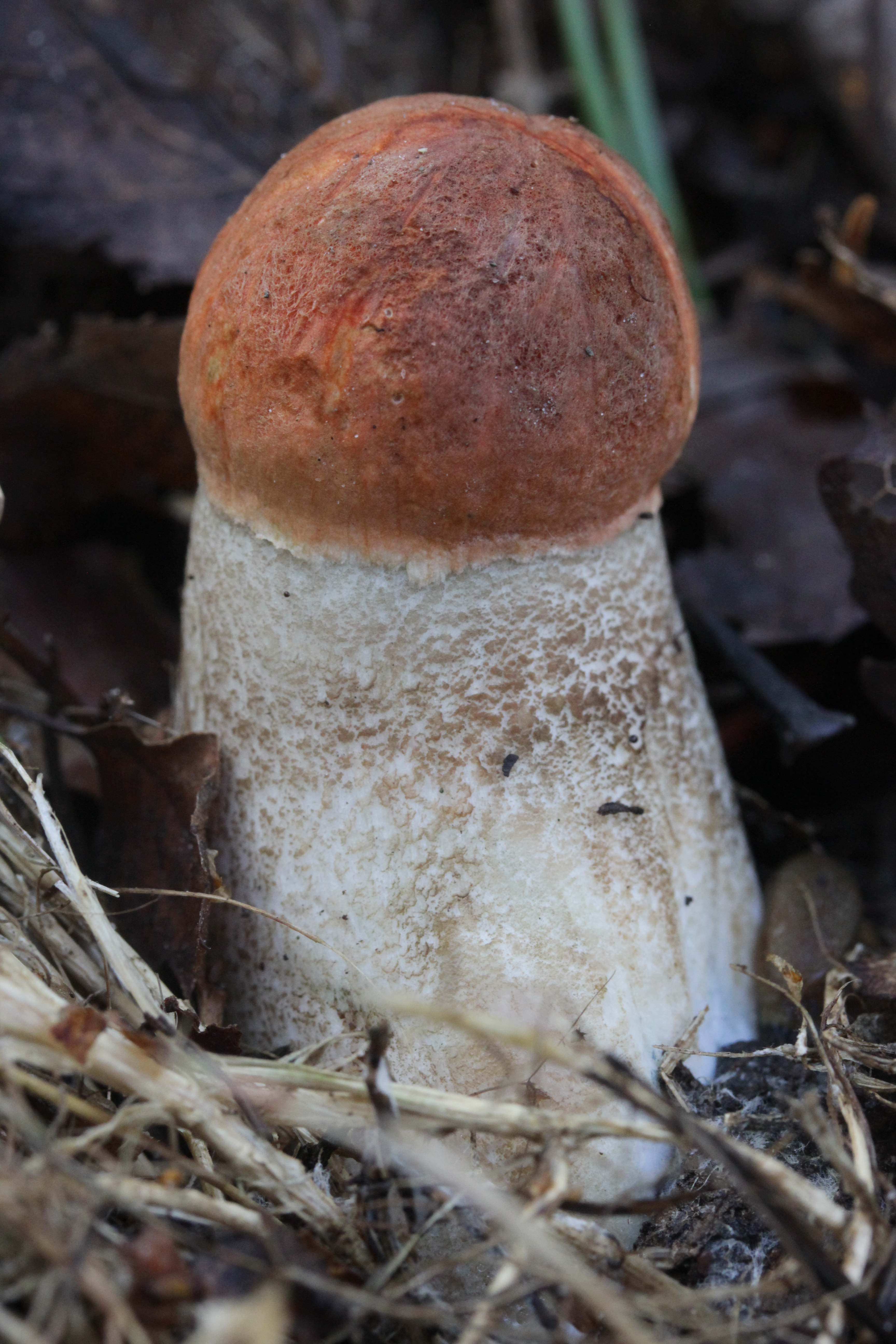
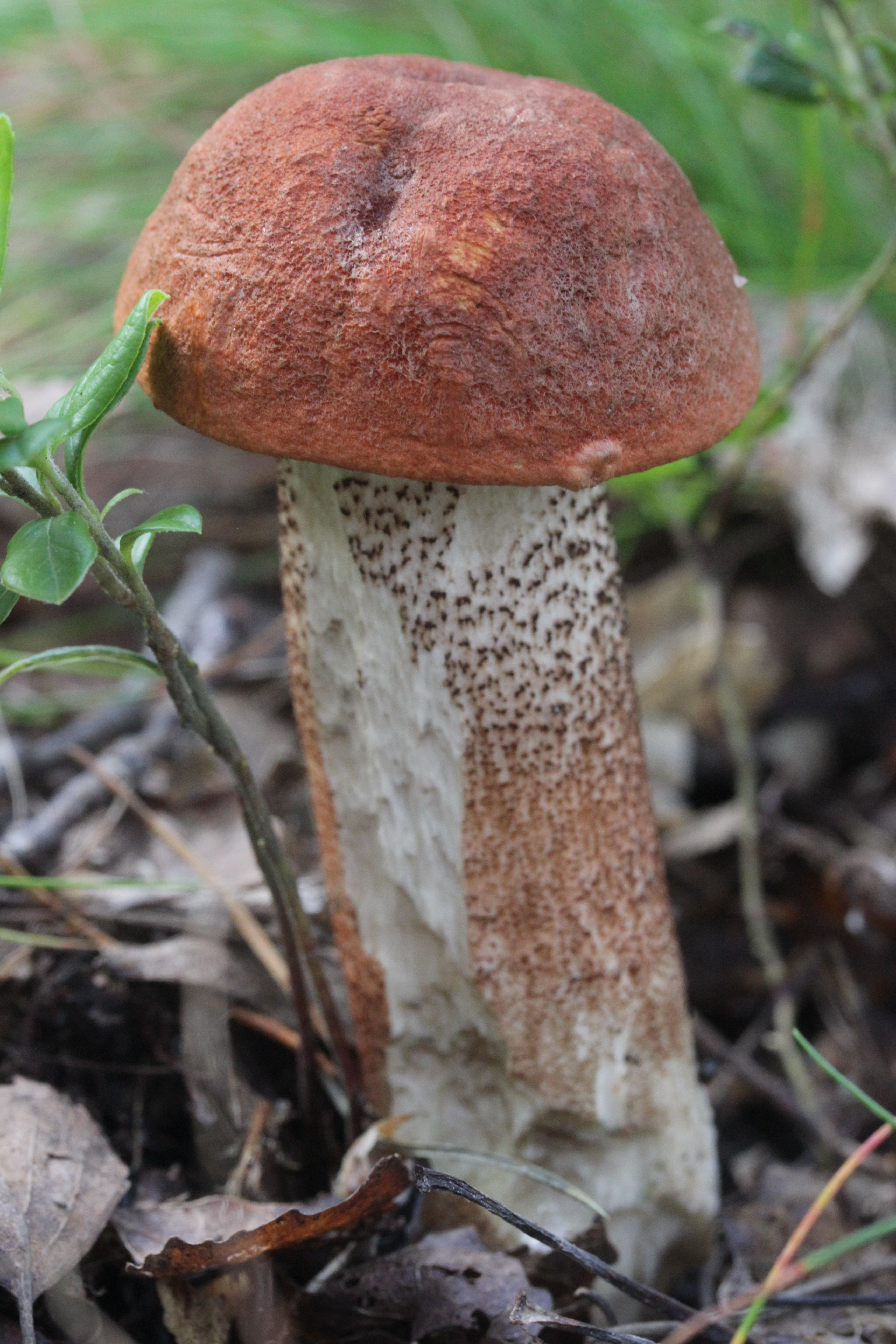
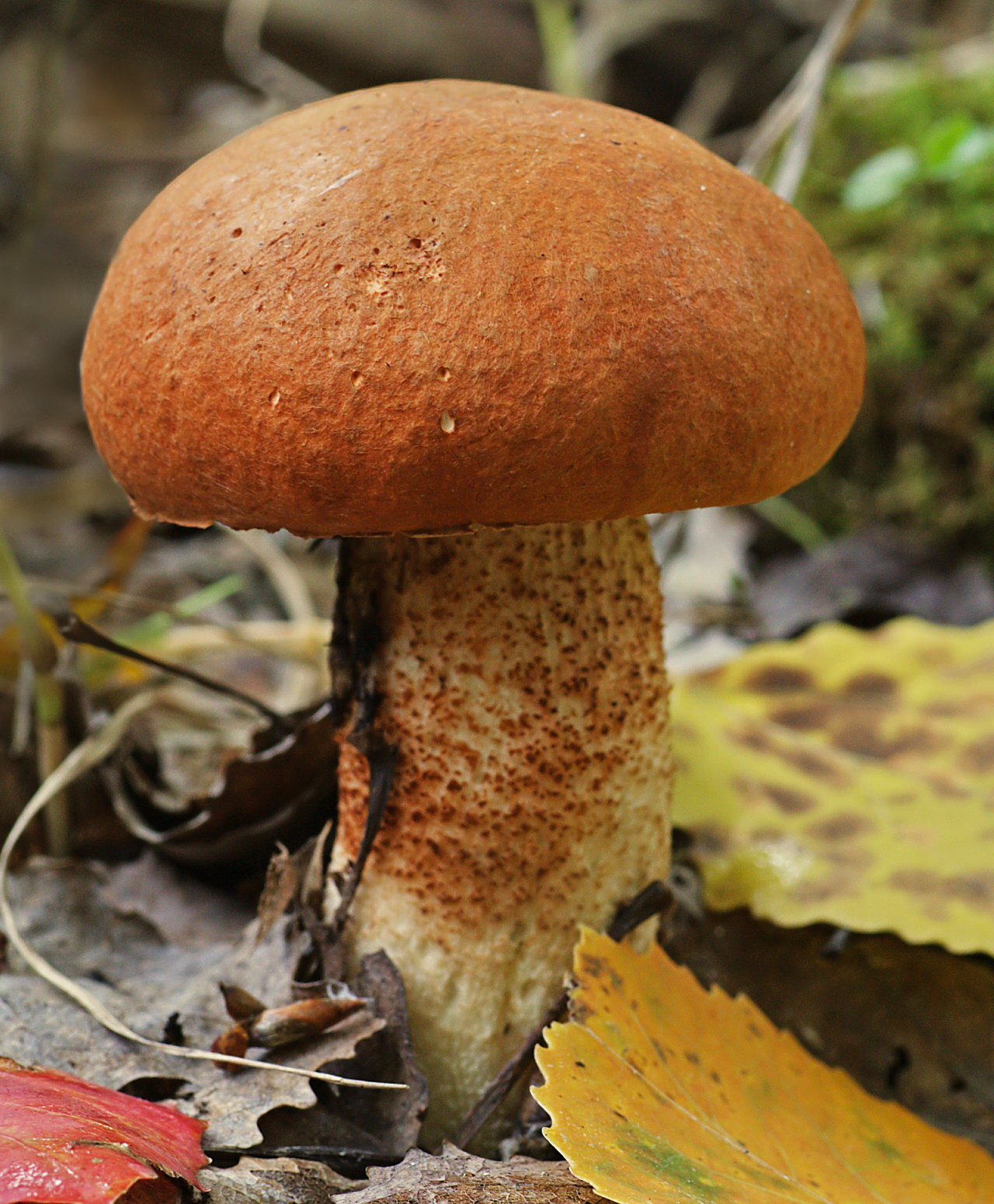
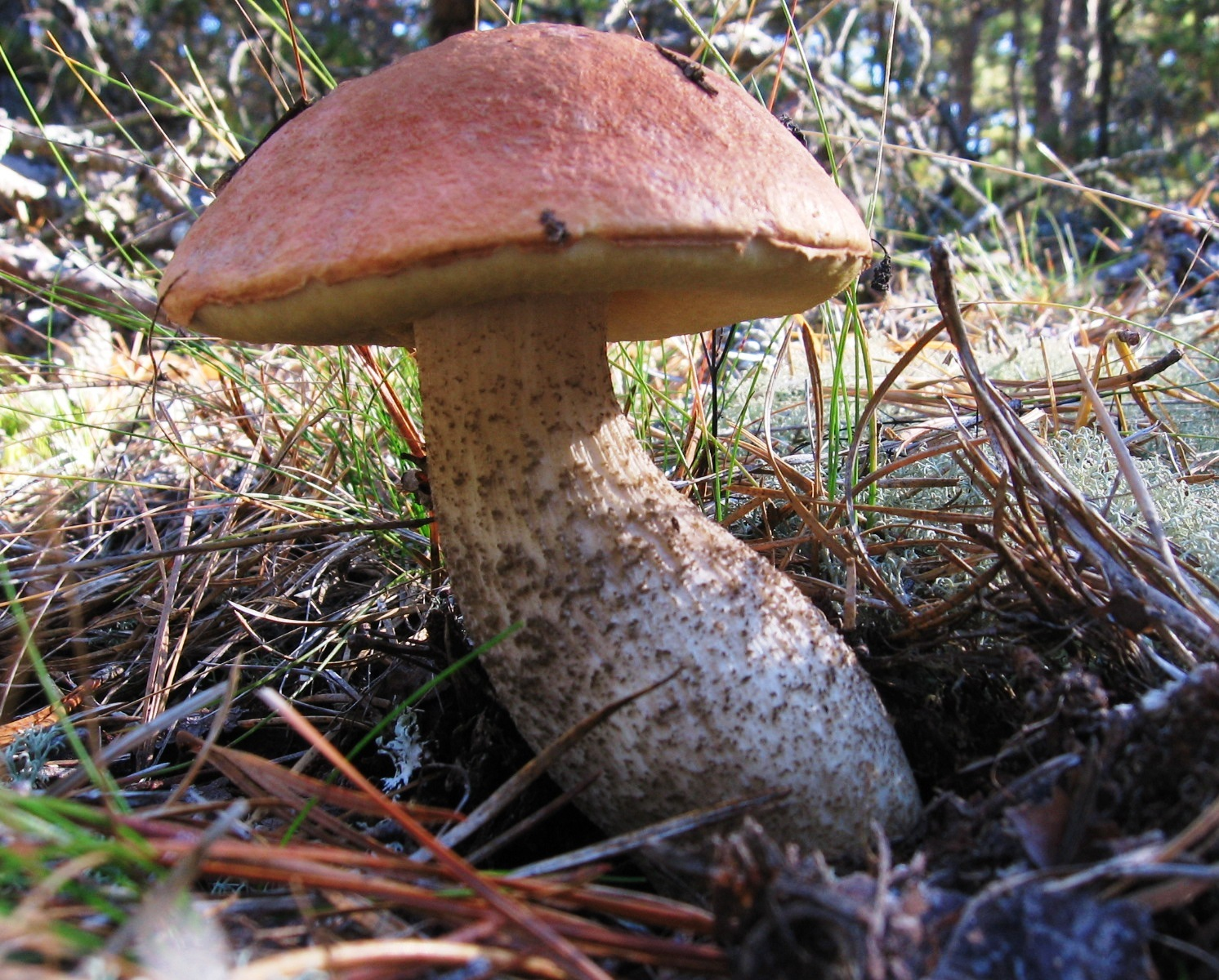
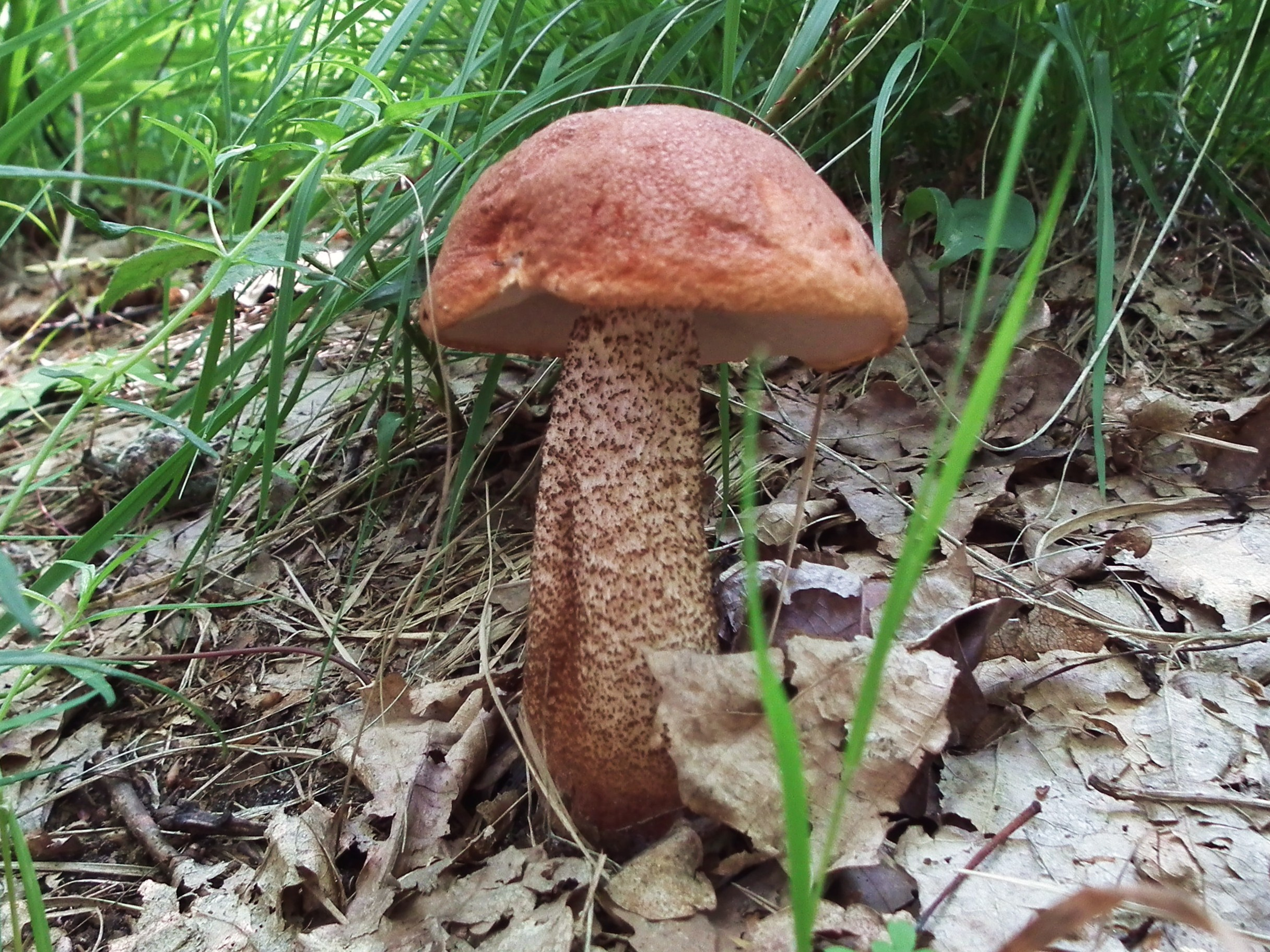
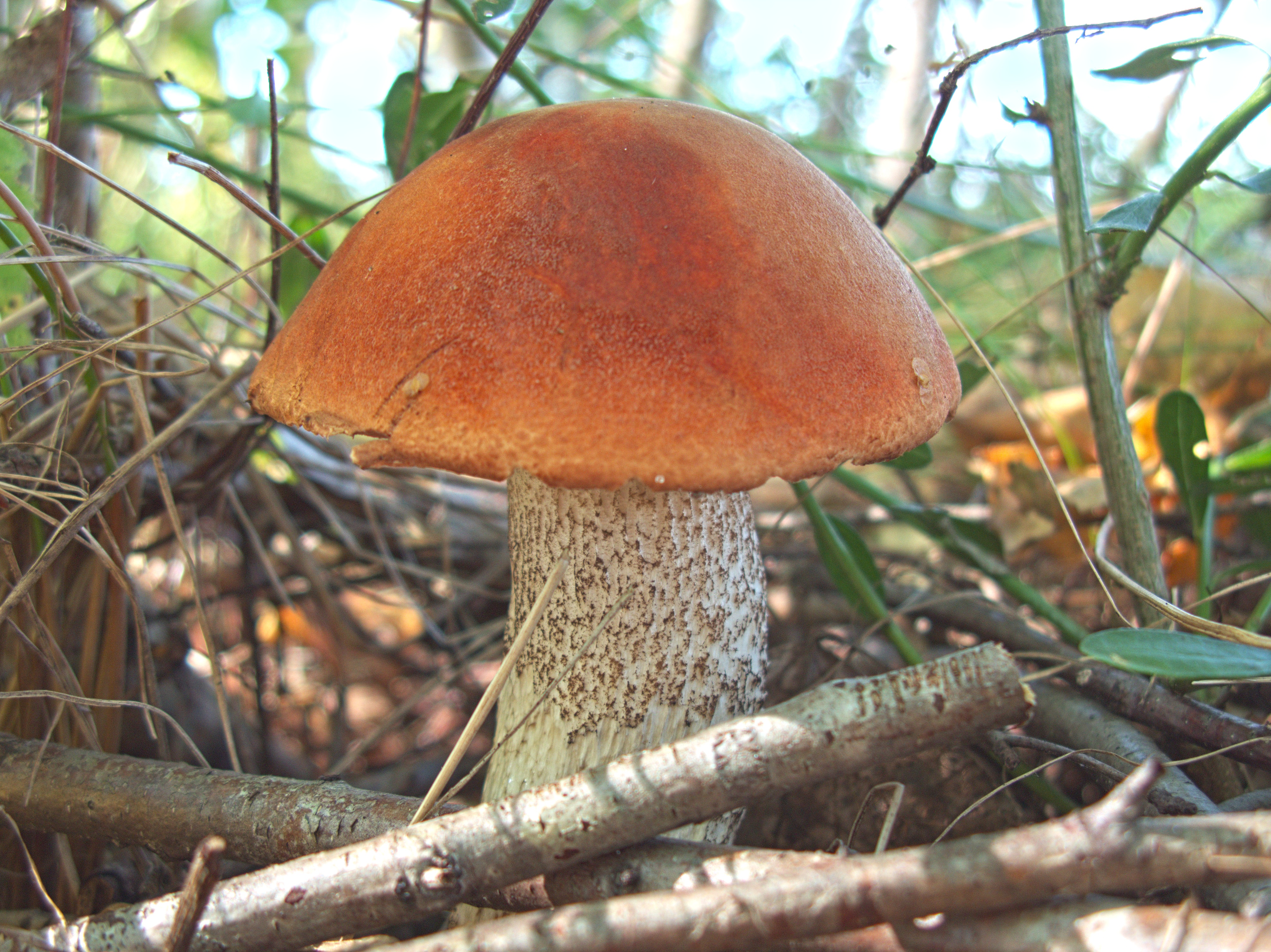
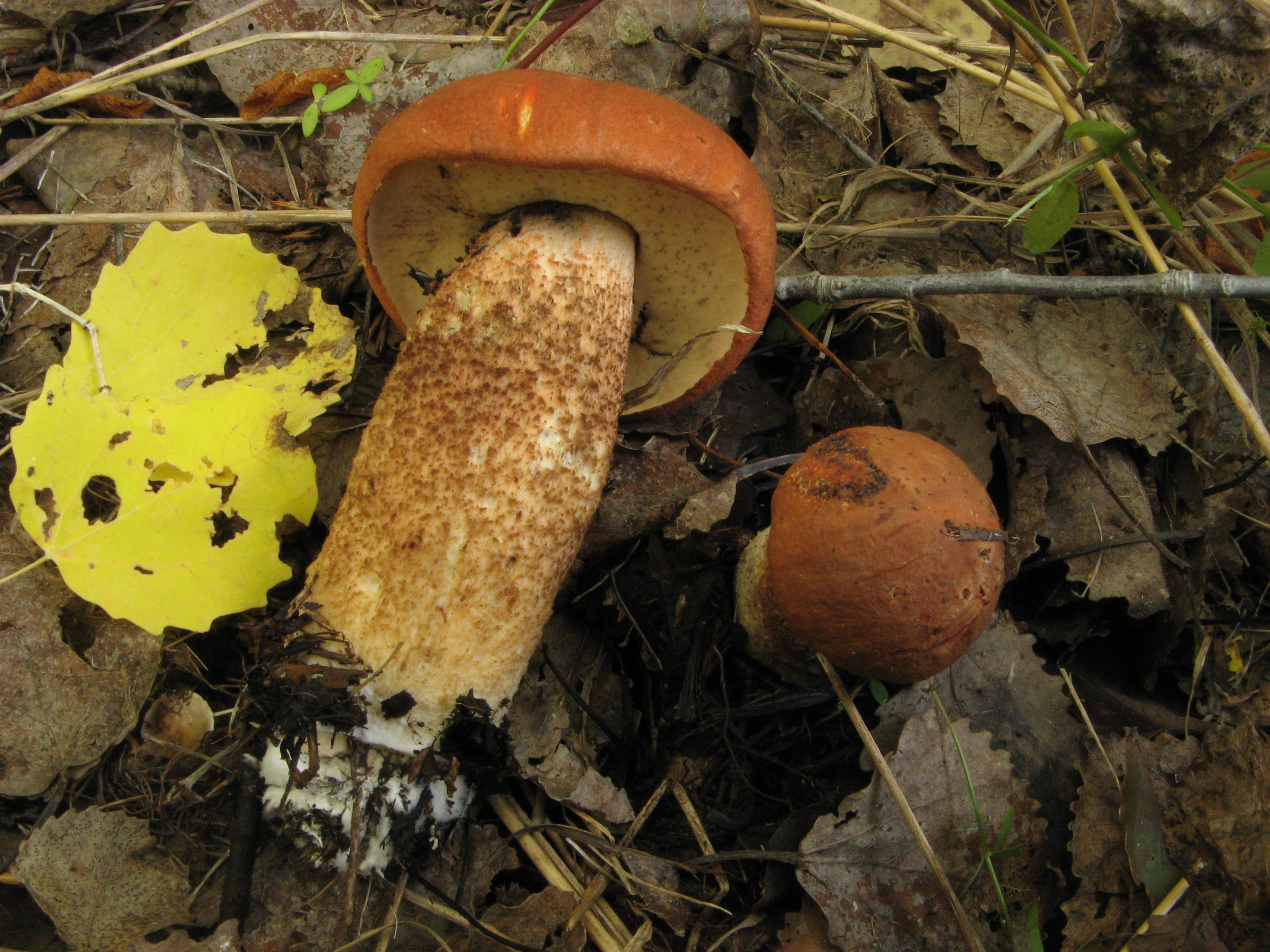
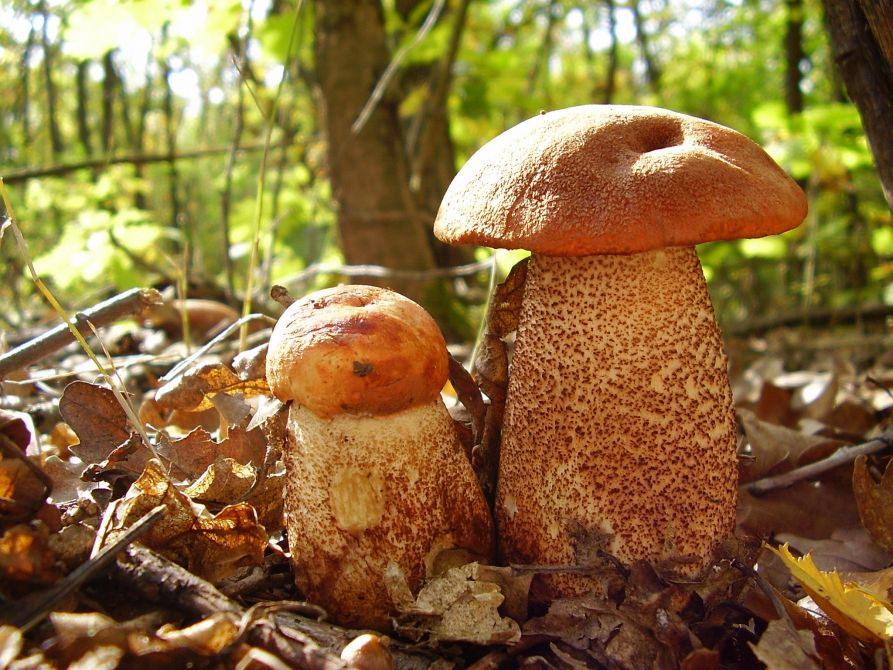
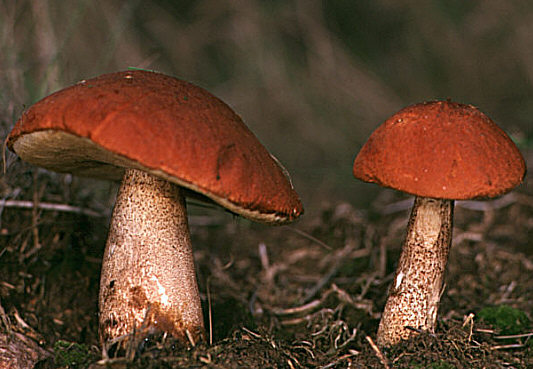
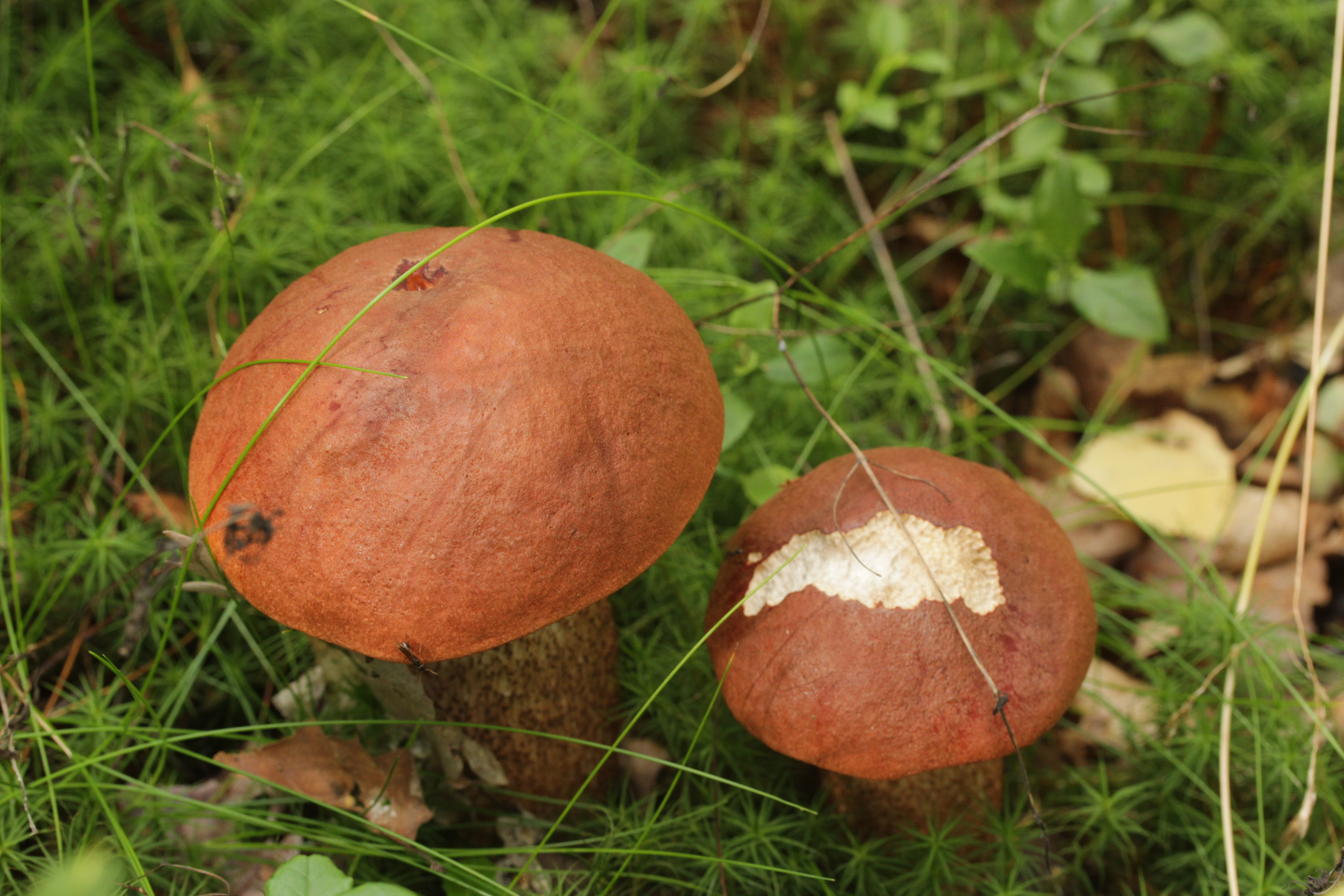
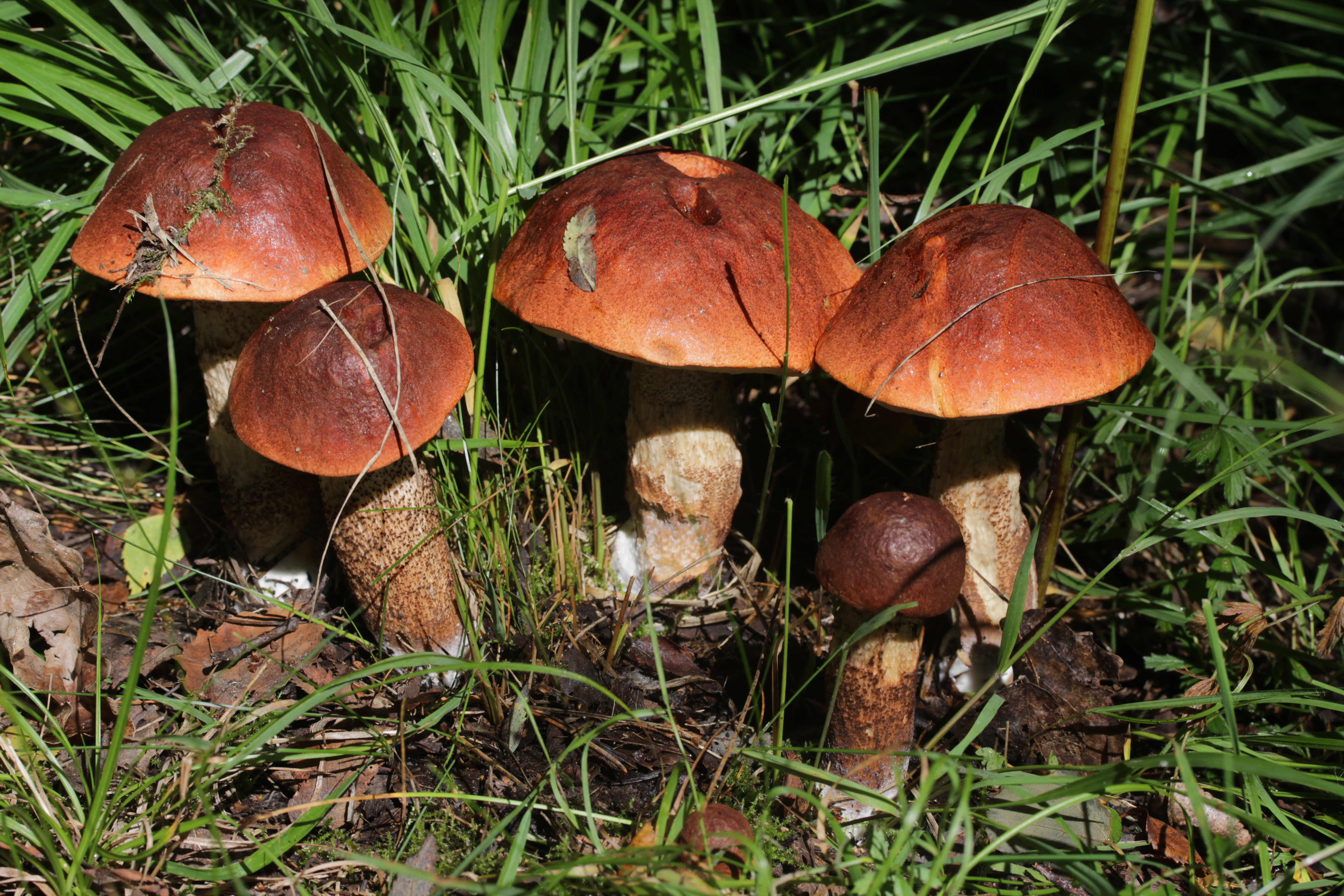

## Habitat et distribution
Il s'agit un champignon ectomycorhizien, poussant sous feuillus, surtout sous chênes.

## Comestibilité
Le Bolet orangé des chênes est comestible. Comme toutes les espèces de Leccinum au sens large, son pied fibreux et indigeste esst souvent rejeté. Il est fréquemment recommandé de le cueillir jeune et de ne garder que le chapeau. Les Bolets rudes sont à l'origine de troubles gastro-intestinaux s'ils sont consommés crus ou mal cuits. Le Bolet orangé des chênes et les autres bolets à chapeau orangé sont plus appréciés culinairement que les autres espèces de Bolets rudes, ce sont des comestibles réputés .

## Confusions possibles
- Le Bolet orangé des peupliers (Leccinum albostipitatum),  a un stipe couvert de mèches blanches, parfois légèrement brunes, et vient sous peupliers, surtout sous peupliers trembles. Comestible réputé.
- Le Bolet orangé des bouleaux (Leccinum versipelle) a un stipe couvert de mèches noires et vient surtout sous bouleaux. Comestible réputé.
- Le Bolet orangé des pins (Leccinum vulpinum) a un stipe couvert de mèches rousses puis noires et viens sous pins. Il est très rare en France, espèce d'Europe centrale. Rare, sans intérêt alimentaire.
- Le Bolet orangé des épicéas (Leccinum piceinum) a un stipe couvert de mèches brunes puis noires brunâtres et vient sous épicéas. Il est très rare en France, espèce d'Europe centrale. Rare, sans intérêt alimentaire.